# Simone Masciarelli
Simone Masciarelli (2 januari 1980) is een Italiaans voormalig wielrenner. Zijn broers Francesco en Andrea zijn eveneens profwielrenners.

## Resultaten in voornaamste wedstrijden
| Jaar | Ronde van Italië | Ronde van Frankrijk | Ronde van Spanje |
| ---- | ---------------- | ------------------- | ---------------- |
| 2003 |                  |                     | 126e             |
| 2004 | 91e              |                     |                  |
| 2005 |                  |                     |                  |
| 2006 |                  |                     |                  |
| 2007 | opgave           |                     |                  |
| 2008 |                  |                     |                  |
| 2010 |                  |                     |                  |

| Jaar | Milaan-San Remo | Gent-Wevelgem | Luik-Bast.‑Luik | Ronde van Lombardije | Parijs-Brussel |
| ---- | --------------- | ------------- | --------------- | -------------------- | -------------- |
| 2003 |                 |               |                 | 31e                  |                |
| 2004 | 56e             |               | 115e            |                      |                |
| 2005 | 132e            |               |                 |                      |                |
| 2006 |                 |               |                 | 63e                  | 14e            |
| 2007 | 63e             |               |                 |                      | 101e           |
| 2008 |                 | 179e          |                 |                      | 43e            |
| 2010 |                 |               |                 |                      | 171e           |